# Мавр, Сергий и Панталеон
Мавр, Се́ргий и Панталео́н (погибли в Бишелье 27 июля 117 года) — святые мученики из Бишелье, что в Апулии. День памяти — 27 июля.

## Житие
В 51 году святой Мавр, родившийся в Вифлееме и обращенный в христианство, прибыл в Апулию с намерением проповедовать Евангелие в  языческих в ту пору краях. По преданию, он был рукоположен первым епископом Бишелье, что около Бари, апостолом Петром, хотя присутствие последнего в Южной Италии, похоже, не является определенным.
Однажды во время одной из проповедей в своем епископальном городе, святой Мавр был услышан двумя высокопоставленными чиновниками императора Траяна (98-117): Сергием, губернатором города, и Панталеоном, офицером гвардии. Пораженные словами епископа, оба обратились ко Христу и приняли крещение, став его ближайшими соратниками.
Тем временем Римский проконсул Венозы, предупрежденный об обращении своих чиновников, приказал арестовать и епископа, и Сергия и Панталеона. Как только они отказались отречься, их бросили в мрачную тюрьму, где они пробыли десять лет. 27 июля 117 года проконсул приговорил их к смертной казни: св.Мавр был обезглавлен, св.Сергий был обескровлен, а затем пронзён мечом, а св. Панталеон был распят и также зарезан.
Местная христианка Фекла де Фабис с любовью собрала их и похоронила в Сагине, где она построила гробницу и алтарь, посвященные св.Сергию, возможно, его родственнику.